# Chiknellur, Shiggaon
Chiknellur là một làng thuộc tehsil Shiggaon, huyện Haveri, bang Karnataka, Ấn Độ.